# Alwin Schockemöhle

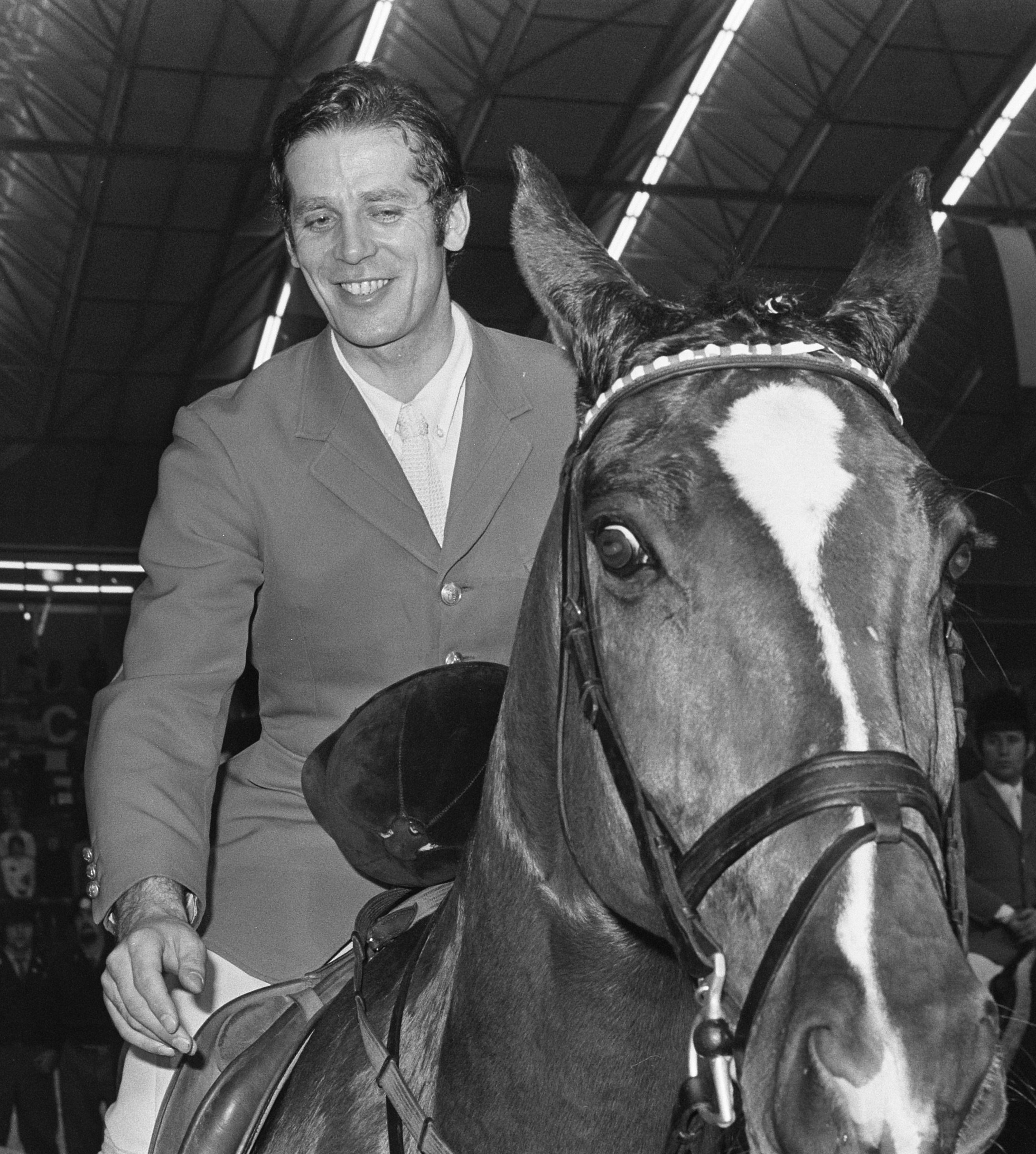
Alwin Schockemöhle op Wei in 1972

Alwin Schockemöhle (Meppen, 29 mei 1937) is een voormalig Duits springruiter. Hij is de acht jaar oudere broer van Paul Schockemöhle, ook een succesvol Duits springruiter. Hij was in de jaren zestig en zeventig bij de Olympische Spelen en bij de Europese Kampioenschappen een succesvolle internationale springruiter, zowel individueel als in teamverband.

## Biografie
Aanvankelijk was hij een eventing-rijder, hij had zich in 1956 reeds gekwalificeerd voor de Olympische Spelen maar werd toch niet in de equipe opgenomen en stapte daarom over naar het springen. In 1960 deed hij op het onderdeel springen mee aan de Olympische Spelen in Rome samen met zijn teamgenoten Hans Günter Winkler en Fritz Thiedemann, wat hun een gouden medaille opleverde. Op de Spelen van 1976 in Montreal werd hij individueel olympisch kampioen.
Door zijn aanhoudende rugproblemen werd hij gedwongen in 1977 zijn actieve carrière als springruiter te beëindigen, maar hij bleef in de paardensport werkzaam als docent en trainer. Ruiters die onder zijn leiding ontdekt of groot geworden zijn, zijn bijvoorbeeld Gerd Wiltfang, Franke Sloothaak, Thomas Frühmann, Ulrich Kirchhoff en de Nederlander Johan Heins.

In 1980 bedankte hij als chef d'équipe omdat hem verweten werd dat hij zijn pupillen voor zou trekken.
Van dat moment af richtte hij zich geheel op de drafsport. Hij werd een succesvol trainer van harddravers, zoals zijn Abano AS die in 2003 in Parijs de Prix d'Amerique won. Zijn hengst Diamond Way werd de succesvolste fokhengst van drafpaarden in Europa.

## Erelijst

### Olympische Spelen
- 1960 in Rome: Gouden medaille in teamverband, individueel 26e met Ferdl
- 1968 in Mexico-Stad: Bronzen medaille in teamverband, individueel 7e met Donald Rex
- 1976 in Montreal: Zilveren medaille in teamverband, gouden medaille individueel met Warwick Rex

### Europees kampioenschap
- 1963 in Rome Bronzen medaille in teamverband, zilveren medaille individueel met Ferdl en Freiherr
- 1965 in Aken: Bronzen medaille individueel met Freiherr
- 1967 in Rotterdam: Bronzen medaille individueel met Donald Rex en Pesgö
- 1969 in Hickstead: Zilveren medaille individueel met Donald Rex en Wimpel
- 1973 in Hickstead: Zilveren medaille individueel met Rex the Robber en Weiler
- 1975 in München: Gouden medaille in teamverband, gouden medaille individueel auf Warwick Rex

### Verder
- viermaal Duits kampioen (1961, 1963, 1967, 1975)
- driemaal winnaar van de Grote Prijs van Aken (1962 met Freiherr, 1968 met Donald Rex en 1969 met Wimpel)
- driemaal winnaar van de Duitse springderby in Hamburg (1957, 1969, 1971)

#### Jumping Amsterdam
- 1965 winnaar Grote Prijs van Jumping Amsterdam met Exact
- 1966 winnaar Grote Prijs van Jumping Amsterdam met Athlet
- 1971, 1972 winnaar Grote Prijs van Jumping Amsterdam met The Robber